# مؤسسه جهانی مطالعات فرقه‌ای
مؤسسه جهانی مطالعات فرقه‌ای (به انگلیسی: International Cultic Studies Association) یک نهاد غیر انتفاعی در آمریکاست که پیرامون فعالیت فرقه‌ها مطالعه می‌کند. مجله Cultic Studies Review توسط این نهاد منتشر می‌شود. این نهاد در سال ۱۹۷۹ بنیان گذارده شده است.